# 利奧松湖
46°23′11″N 7°7′43″E / 46.38639°N 7.12861°E

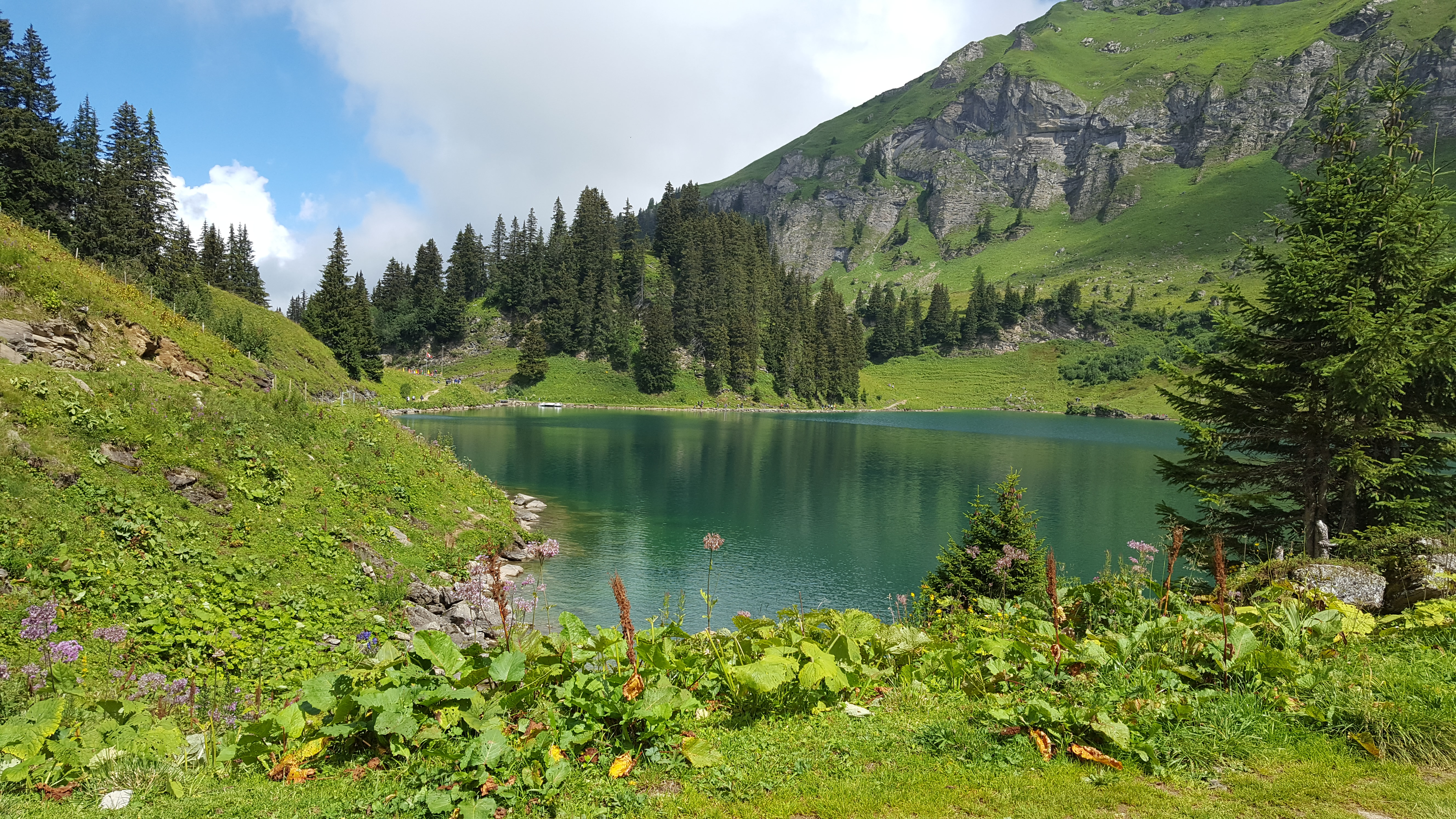

利奧松湖（Lac Lioson），是瑞士的湖泊，位於該國西部，由沃州負責管轄，長0.4公里、寬0.3公里，面積0.07平方公里，海拔高度1,848米，平均水深14米，最大水深25米。